# Franz Karl Achard

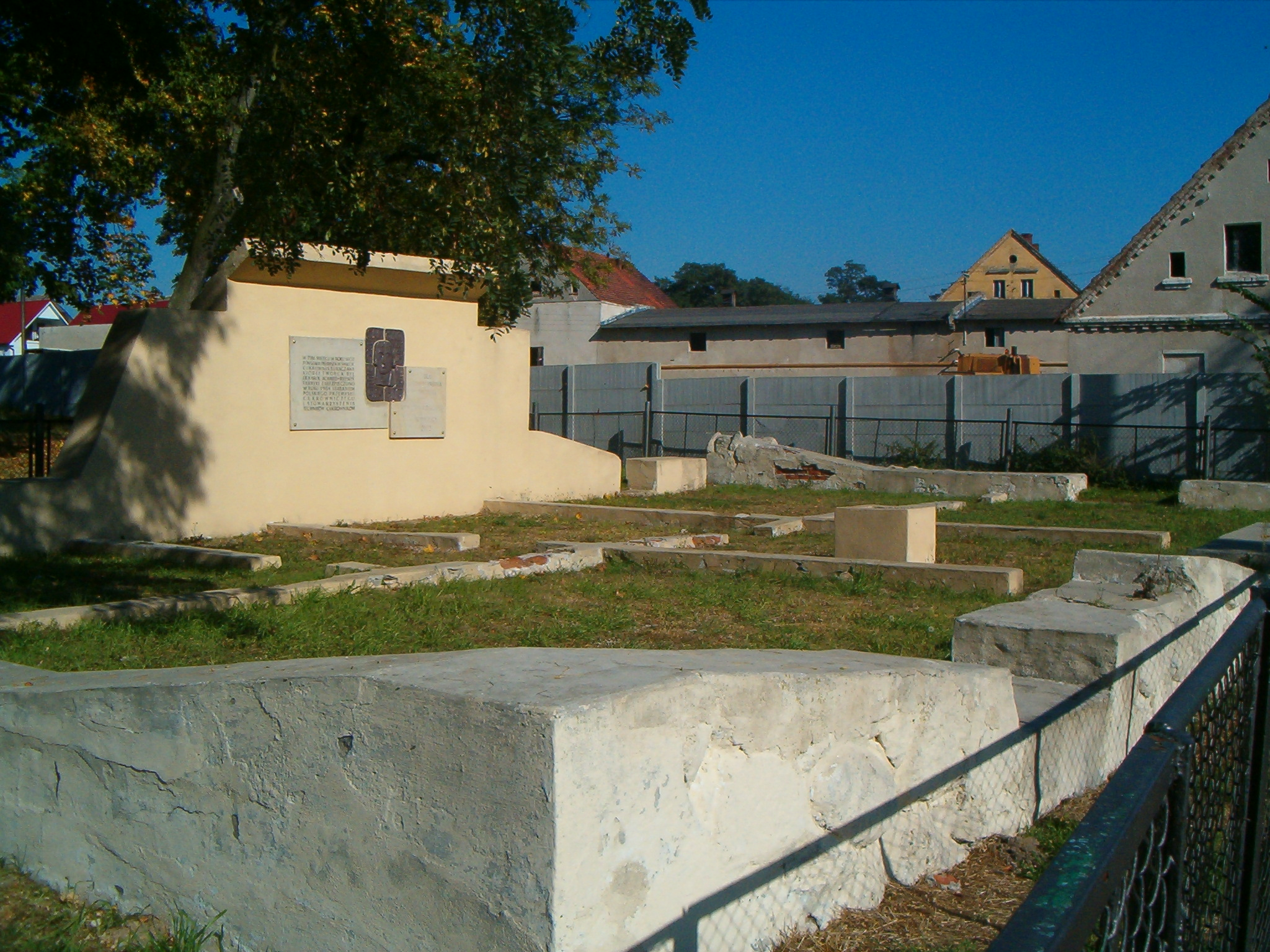
Obecne, zabezpieczone ruiny cukrowni

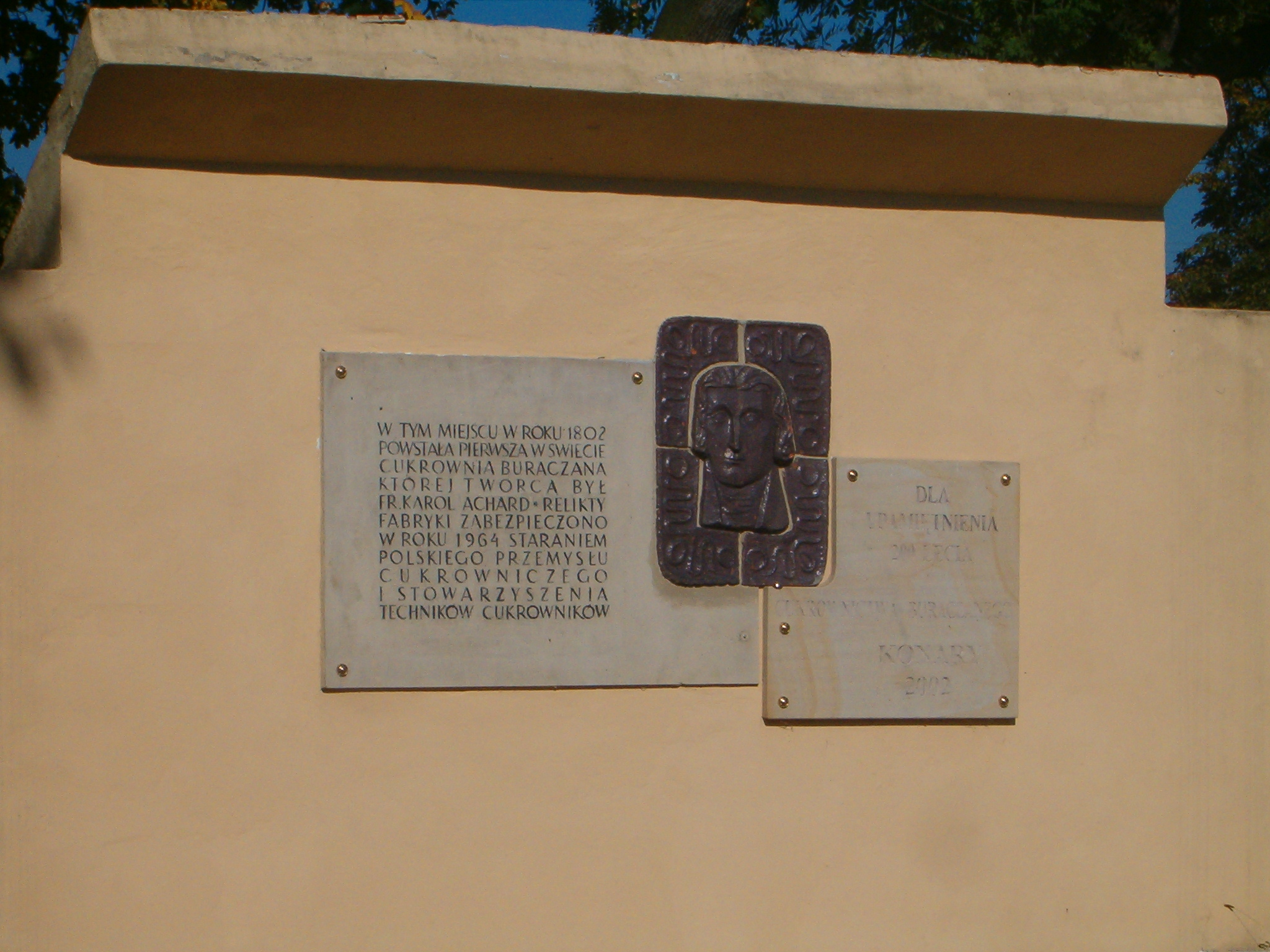
Pamiątkowa tablica

Franz Karl Achard (ur. 28 kwietnia 1753 w Berlinie, zm. 20 kwietnia 1821 w Wołowie) – niemiecki chemik, fizyk i biolog, jego najważniejszym dokonaniem było wynalezienie metody produkcji cukru z buraków cukrowych.

## Życiorys
Był synem francuskiego pastora Maxa Guillaume Acharda i Marguerite Elisabeth (z domu Rouppert). Studiował fizykę i chemię w Berlinie. Jego ojczym zainteresował go problemem rafinacji cukru. W wieku 20 lat Achard wstąpił do „Koła Przyjaciół Nauk Przyrodniczych”, gdzie spotkał Andreasa Sigismunda Marggrafa, dyrektora wydziału fizycznego Królewskiej Akademii Nauk w Berlinie. Achard interesował się wieloma dziedzinami, w tym meteorologią, elektrycznością i ciążeniem, a także wiele publikował w językach: niemieckim i francuskim.
Achard stał się ulubieńcem króla Prus, Fryderyka II, którego informował o swoich badaniach dwa razy w tygodniu. W 1776 roku Achard został członkiem Królewskiej Akademii Nauk w Berlinie, a po śmierci Marggrafa w 1782 otrzymał jego dyrektorskie stanowisko.
Za dokonania Acharda, dotyczące aklimatyzacji tytoniu w Niemczech, król pruski uhonorował go dożywotnią rentą w wysokości 500 talarów.
Achard zainteresował się odkryciem Marggrafa z roku 1747 (o zawartości cukru w burakach) i na tej podstawie opracował metodę uzyskiwania cukru z tej rośliny. Począwszy od 1789 roku zaczął uprawiać różne zawierające cukier rośliny w swojej posiadłości Caulsdorf pod Berlinem. Najbardziej wydajne okazały się buraki cukrowe i z tego powodu Achard skupił się na selekcji ich najlepszych odmian. Pożar zniszczył zabudowania w Caulsdorfie i dlatego swoje doświadczenia Achard kontynuował w posiadłości Französisch Buchholz.
W 1801 roku, z pomocą króla Prus Fryderyka Wilhelma III, Achard uruchomił pierwszą na świecie cukrownię we wsi Konary koło Wołowa na Dolnym Śląsku. Już w następnym roku cukrownia przetworzyła 400 ton buraków, uzyskując wydajność 4%. Wkrótce powstały nowe cukrownie, które zbudowali studenci Acharda, Johann Gottlob Nathusius i Moritz Freiherr von Koppy. Później cukrownie powstały w Czechach, Augsburgu, a w 1811 roku we Francji.
Angielscy handlarze cukru trzcinowego oferowali Achardowi 200 000 talarów, aby oświadczył, że produkcja cukru z buraków jest niemożliwa, ale Achard odmówił. Tani cukier z buraków szybko sprawił, że cukier przestał być zamorskim towarem luksusowym i stał się dostępny dla każdego.
W 1794 roku Achard zbudował pierwszy w Niemczech telegraf optyczny, łączący podberlińską miejscowość Spandau i pałac Bellevue.
Pozbawiony talentu do robienia interesów Achard w 1815 roku doprowadził swoje cukrownie do bankructwa (przyczyniło się do tego także kilka pożarów). Umarł, zapomniany i w biedzie, w Wołowie. Jego grób znajdujący się na cmentarzu ewangelickim na zachód od wsi Moczydlnica Dworska, został, wraz z cmentarzem, odrestaurowany w 2010 r. m.in. nakładem producenta cukru Südzucker Polska. Cukrownie, dzieło jego życia, jednak dalej powstawały we Francji i stamtąd idea ta powróciła do Niemiec, gdzie ponownie zaczął je budować Matthias Christian Rabbethge.

## Publikacje
- Lectures on Experimental Philosophy, 4 tomy, 1792
- Abhandlung über die Bereitung des Zuckers aus der in vielen Provinzen allerhöchst-Dero Staaten als Viehfutter häufig angebauten Runkelrübe, nebst den dazu gehörigen Belägen und Proben des Runkelrübenzuckers, Berlin, 1799
- Anleitung zur Bereitung des Rohzuckers aus Rüben, Berlin, 1800
- Kurze Geschichte der Beweise der Ausführbarkeit im Großen der Zuckerfabrication aus Runkelrüben, Berlin, 1800
- Anleitung zum Anbau der Runkelrüben, Breslau, 1803
- Über den Einfluß der Runkelrübenzuckerfabrication auf die Ökonomie, Glogau, 1805
- Die europäische Zuckerfabrication aus Runkelrüben, Leipzig, 1812